# 형벌학
형벌학(刑罰學, Penology) 또는 형벌이론이란 범죄에 대한 일정한 법률효과로 부과하는 형벌을 연구대상으로 하는 형법학의 분야이다. 범죄론과 형벌론은 형법학 연구의 주요 과제이다. 즉 자유형, 교도소, 구금, 보안처분, 수형자의 생활 등을 다루고 있다.
형벌에 대하여 다루는 학문이므로 법학의 형법에 속하며 교도소와 수형자의 생활등은 행정학에서도 다루고 있다. 또한 범죄학의 세부 분야로 다루어지기도 한다.

## 응보형주의
영어로 Retributive justice라 한다. 형벌의 본질은 범죄에 대한 정당한 응보, 보복에 있다는 사상이다. 형벌은 다른 목적이 없고 그 자체가 목적이라고 이해한다. 응보형주의는 개인주의, 자유주의 사상의 산물이다.

## 목적형주의
영어로 Restorative justice라 한다. 형벌이 범죄의 예방이나 교화 등을 목적으로 해야 한다고 보는 사상이다. 일반예방주의과 특별예방주의로 나뉜다. 범죄에 대한 사회의 책임을 강조한다.

## 같이 보기
- 패놉티콘
- 유배

## 참고 문헌
- 손동권, 『체계적 형법연습』, 율곡출판사, 2005. (ISBN 8985177915)